# Руперт
Руперт Зальцбургский (лат. Rupertus Salisburgensis; около 650, Вормс — 27 марта 718, Зальцбург)  — епископ, проповедник, один из основных просветителей Зальцбурга, память 27 марта.
О рождении и молодых годах Руперта ничего не известно, кроме того, что он был франком по происхождению. Будучи епископом германского города Вормс, в 697 году Руперт покинул его и начал свою миссионерскую деятельность в Баварии. Прибыв в Регенсбург, он, согласно преданию, обратил в христианство баварского правителя Теодона II и получил от него разрешение на миссию в Баварии. Христианство в Баварии уже было проповедано, но глубокие корни ещё не пустило. Святой Руперт начал деятельность с крещения множества вельмож при дворе Теодона, затем двинулся вдоль долины Дуная, восстанавливая пришедшие в упадок церкви и основывая новые. Центром своей проповеднической работы он сделал бывшую римскую колонию Ювавум, на притоке Дуная реке Зальцах. Теодон пожаловал Руперту эту землю для основания там монастыря, который и был построен под крутой скалистой горой в бывшем Ювавуме. Монастырь получил имя св. Петра, а гора, под которой он находился, стала называться Мёнхсберг (гора монахов). Монастырь стал центром нового города, быстро развивавшегося благодаря большим залежам соли в окрестностях. Соль дала и имя новому городу — Зальцбург (Город соли). Руперт вместе со своей сестрой Эрентрудой основал также женский бенедиктинский монастырь, первой настоятельницей которого стала его сестра.

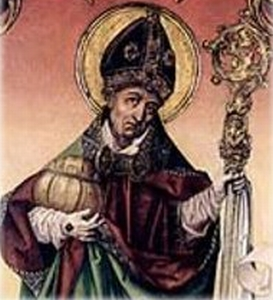
Св. Руперт

Святой Руперт умер в основанном им монастыре в 718 году, почитается наряду со своим последователем св. Виргилием покровителем Зальцбурга. Статуи святых Руперта и Виргилия установлены перед входом в кафедральный собор Зальцбурга.
Среди помощников епископа можно назвать ирландца, святого Хуниальда.